# Ocean Front Property
Albums de George Strait
Merry Christmas Strait to You Greatest Hits Volume Two
Ocean Front Property est un album américain de musique country enregistré par George Strait, il s'agit de son septième album. Il fut mis en vente en 1987 par MCA Records. Il est le premier album de George Strait à être classé n° 1 dès le début de vente du classement Billboard Top Country. Il a été également classé n° 5 de la liste CMT par mis les 40 meilleurs albums country en 2006.

## Composition
1. All My Ex's Live in Texas (Sanger D. Shafer, Lyndia J. Shafer) – 3:22.
2. Someone's Walkin' Around Upstairs (David Anthony, Paul A. Maloy) – 2:51.
3. Am I Blue (David Chamberlain) – 3:07.
4. Ocean Front Property (Dean Dillon, Hank Cochran, Royce Porter) – 3:08.
5. Hot Burning Flames (Cochran, Mack Vickery, Wayne Kemp) – 2:21.
6. Without You Here (Dillon, Porter) – 4:30.
7. My Heart Won't Wander Very Far From You (Annette Cotter, Buddy Carvalhe) – 2:25.
8. Second Chances (S. D. Shafer, Tommy Collins) – 4:15.
9. You Can't Buy Your Way out of the Blues (Larry Cordle, Mike Anthony) – 2:52.
10. I'm All Behind You Now (Dillon) – 3:15.

## Autres participants
| Personnes ayant participé à toutes les chansons excepté pour « Burning Flames Hot » et « You Can't Buy Your Way Out of the Blues ». - Richard Bennett - guitare acoustique. - Larry Byrom - guitare électrique. - Paul Franklin - dobro. - Johnny Gimble - fiddle, mandoline. - Owen Hale - batterie. - John Barlow Jarvis - piano. - Leland Sklar - guitare basse. - Billy Joe Walker, Jr. - guitare électrique. - Curtis «Mr. Harmony» Young - choriste. - Reggie Young - guitare électrique. | Personnes ayant participé aux chansons «Burning Flames Hot» et «You Can't Buy Your Way Out of the Blues».' - David Anthony - guitare acoustique. - Mike Daily - dobro. - Gene Elders - fiddle, mandoline. - Phillip Fajardo - batterie. - Terry Hale - guitare basse. - Ronnie Huckaby - piano. - Bennie McArthur - guitare électrique. - Rick McRae - guitare électrique. - Curtis «Mr. Harmony» Young - choriste. |

## Production
- Ingénieurs : Steve Tillisch, Willie Pevear, Chuck Ainlay.
- Autres ingénieurs : Tim Kish, Marty Williams.
- Coordinateur du projet : Jessie Noble.
- Direction artistique : Simon Levy.
- Design : Mickey Braitheaite.
- Photographie : Jerry Smith.